# Vladek Lacina
Vladek Lacina (født 25. juni 1949 i Prag) er en tjekkisk tidligere roer.

## Rokarriere
Lacina roede dobbeltsculler sammen med Josef Straka ved OL 1972 i München, og her blev de nummer seks. Han kom med i den tjekkoslovakiske dobbeltfirer til OL 1976 i Montreal sammen med Václav Vochoska, Jaroslav Hellebrand og Zdeněk Pecka, første gang denne disciplin var på OL-programmet. Tjekkoslovakkerne vandt det ene indledende heat og var dermed i finalen, hvor kampen om guldet kom til at stå mellem DDR og Sovjetunionen. Her vandt DDR, mens den sovjetiske båd fik sølv og tjekkoslovakkerne bronze. Ved OL 1980 i Moskva deltog Lacina i singlesculler og blev her nummer fire.

## OL-medaljer
- 1976:  Bronze i dobbeltfirer